# Radar à visée latérale
Pour l'espèce de Star Wars, voir slar.

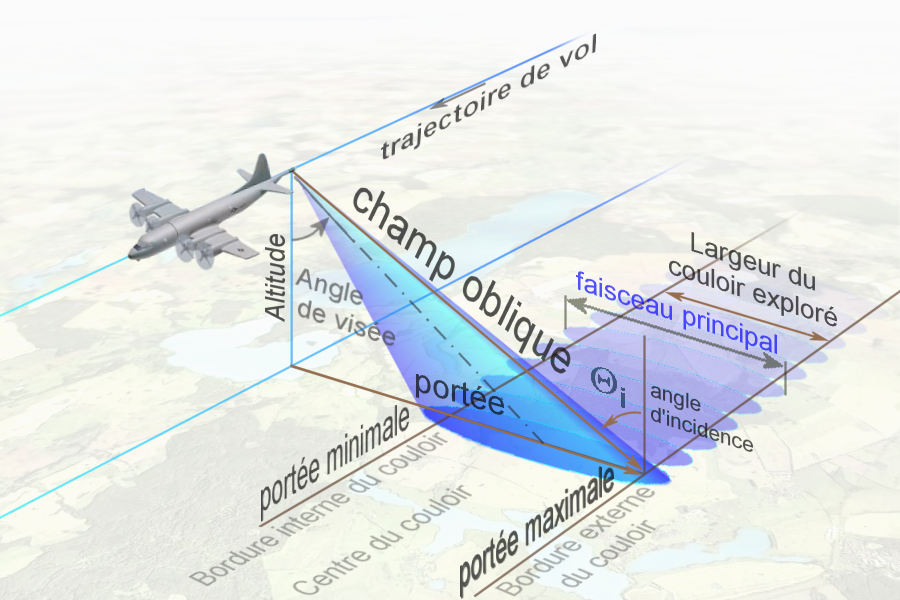
Géométrie du faisceau du radar à visée latérale

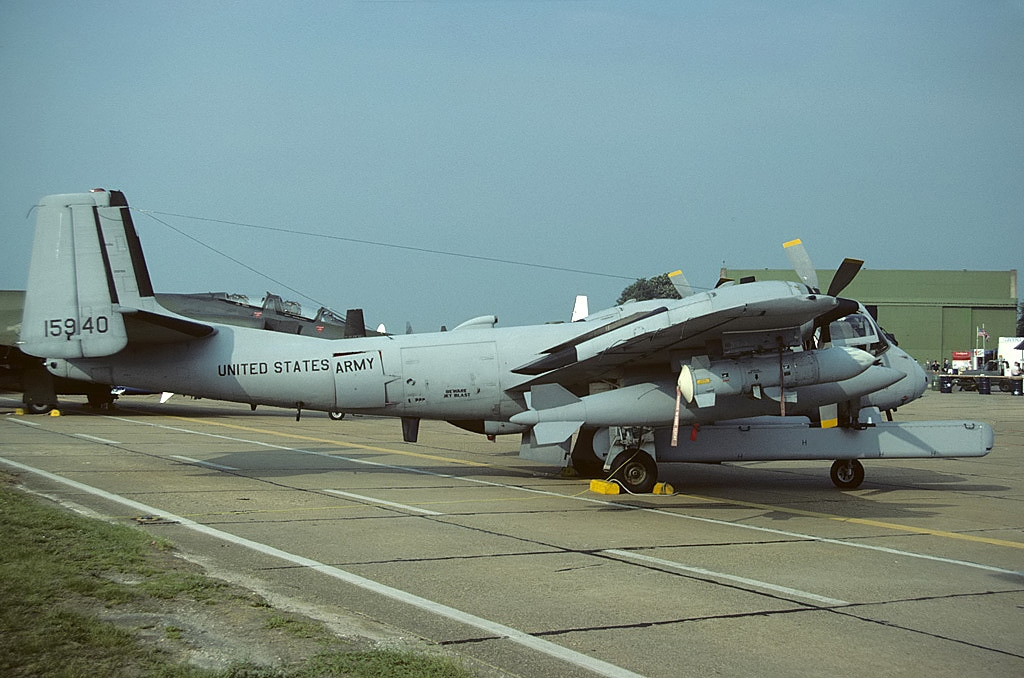
OV-1D Mohawk de l'US Army Aviation équipé d'un AN/APS-94 de Motorola en 1984.

Un radar à visée latérale (RVL) est comme son nom l'indique est un radar dont l'antenne est pointée latéralement par rapport à son porteur. Le terme anglo-américain équivalent est side-looking airborne radar (SLAR). En pratique ce terme désigne des radars imageurs embarqués qui explorent en vol une zone décalée latéralement par rapport à la trace du véhicule et pour lesquels la résolution azimutale est directement liée à l'ouverture réelle de l'antenne utilisée. Il sert à produire des bandes de grande définition présentant des détails semi-photographiques. 

## Résolution
L'amélioration de la résolution azimutale ({\displaystyle R_{a}}) pour de tels systèmes passe nécessairement par la diminution de l'ouverture azimutale de l'antenne et de manière équivalente par une augmentation des dimensions de l'antenne. 
Elle peut se calculer par :
{\displaystyle R_{a}={\frac {H\cdot \lambda }{L\cdot cos(\theta )}}}
Où: H est la hauteur au-dessus du sol de l'appareil, {\displaystyle \lambda } est la longueur d'onde du radar, L la longueur de l'antenne et {\displaystyle \theta } est l'angle d'incidence au sol par rapport à la verticale. 
L’équation montre que la longueur et la hauteur de l’appareil sont déterminantes sur la résolution azimutale du RVL. Plus la hauteur de la plateforme de transport du radar est élevée, plus l’antenne (L) doit être longue pour garder une bonne résolution. Le RVL est difficilement utilisable à très haute altitude ou à bord d'un satellite, ce qui demanderait une antenne de trop grande dimension pour avoir une bonne résolution. Il s'agit donc d'un outil de télémétrie monté sur avion.

## RSO
Les systèmes RVL se différencient donc des systèmes de radar à synthèse d'ouverture (RSO) qui en pratique sont également à visée latérale. La résolution azimutale du RSO est obtenue par traitement numérique des données successives reçus de la même zone, lors du déplacement du porteur du radar, afin d'affiner numériquement le lobe d'antenne dans la direction azimutale. La résolution du RSO ne dépend pas de la hauteur du porteur mais se fait aux dépens du temps de traitement par rapport au RVL.